# Saetia
Saetia – nowojorski zespół screamo, często postrzegany jako grupa definiująca ten gatunek.

## Członkowie zespołu[2]
- Greg Drudy – perkusista
- Billy Werner – wokalista
- Jamie Behar – gitarzysta
- Matt Smith – basista
- Adam Marino – gitarzysta
- Alex Madara – basista
- Colin Bartoldus – basista
- Steve Roche – basista

## Dyskografia[2][4]

### Albumy studyjne
| Rok  | Dane dot. albumu                                                                                      |
| ---- | --- |
| 1998 | Saetia - Wydany: 1998 - Wytwórnia: The Mountain Collective of Independent Artists - Format: winyl, CD |

### Minialbumy
| Rok  | Dane dot. minialbumu |
| ---- | --- |
| 1997 | Demo - Wydany: 1997 - Wytwórnia: wydanie własne - Format: kaseta                                                        |
| 1997 | Saetia - Wydany: 1997 - Wytwórnia: Level Plane - Format: 7"                                                             |
| 1999 | Eronel - Wydany: 1999 - Wytwórnia: Witching Hour - Format: 7"                                                           |
| 2016 | Live At ABC No Rio Spring 1999 (album koncertowy) - Wydany: 12 stycznia 2016 - Wytwórnia: Secret Voice - Format: kaseta |

### Kompilacje
| Rok  | Dane dot. kompilacji                                                             |
| ---- | -------------------------------------------------------------------------------- |
| 2001 | A Retrospective - Wydany: październik 2001 - Wytwórnia: Level Plane - Format: CD |
| 2016 | Collected - Wydany: 15 lipca 2016 - Wytwórnia: Secret Voice - Format: 2xLP       |